# Centre Noruec de Memòria i Drets Humans
El Centre Noruec de Memòria i Drets Humans és un museu situat a Ekne, a prop de Levanger (Noruega) sobre la Segona Guerra Mundial i els drets humans. Està situat en un complex que fou un reformatori del 1921 al 1941, camp de presoners fins al 1945, camp de treballs forçats fins al 1949, escola estatal del 1951 al 1992, museu de Falstad del 1995 al 2004, i a partir del 2006 va reobrir novament com a museu amb el nom de Centre de Falstad.

## Museu
L'espai memorial de Falstad és un centre d'educació, documentació i comunicació. La història de la Segona Guerra Mundial i els drets humans constitueixen les activitats principals del centre, situat a l'edifici que va ser camp de presoners de les SS en el període 1941-1945. El Centre acull una exposició permanent, situada al soterrani de l'edifici, que explica la història de la presó que hi va haver en aquest indret durant la guerra i també focalitza la seva explicació en la violació dels drets humans que hi va tenir lloc. Al Centre hi ha també una biblioteca oberta al públic que conté literatura, cinema i música relacionades amb les temàtiques tractades a Falstad. D'altra banda, ofereix instal·lacions per a cursos, reunions i conferències, i sales amb capacitat per a 50 persones.

## Edifici
L'edifici va ser erigit per les autoritats públiques noruegues el 1921 com a escola reformatori. El 1941, els ocupants alemanys van prendre l'escola i van establir un camp de presoners a les instal·lacions. Falstad es va convertir en el segon camp de presoners a Noruega, i prop de 4.500 persones de 13 nacions hi van ser empresonats durant en el període 1941-1945. La majoria eren presos polítics noruecs, però el 1942 els jueus noruecs hi van ser empresonats abans de ser deportats a Auschwitz-Birkenau. Després de l'alliberament, Falstad va funcionar com a camp de treball i presó durant els judicis de la postguerra. Aquest campament es va tancar el 1949 i, en el període 1951-1992, l'edifici va albergar una escola d'educació especial. El bosc de Falstad, situat a un quilòmetre al sud del centre memorial, és avui un monument cultural nacional i un lloc de dol, ja que al voltant de 300 presoners hi van ser executats durant els anys 1942 i 1943.